# Péter–Pál-templom (Palotás)
Palotás nagyközség római katolikus műemlék templomát Szent Péter és Szent Pál tiszteletére szentelték.

## Története
A Canonica Visitatio szerint kéttornyú elődjét a 17. században építették, és 1711-ben még állt.
Az eredetileg torony nélküli templomot 1743-ban építtette Esterházy Ferenc. 1798–1800 között újjáépítették; ekkor emelték a tornyot is. 1806-ban egy villámcsapástól összedőlt, teljesen újjá kellett építeni.
Angster típusú orgonáját 1929-ben építették, 2004-ben újították fel.
A templom homlokzatát 2002-ben újították fel. A 2000-es évek második felében kicserélték a padlóburkolatot, a szentélyt márvánnyal burkolták.

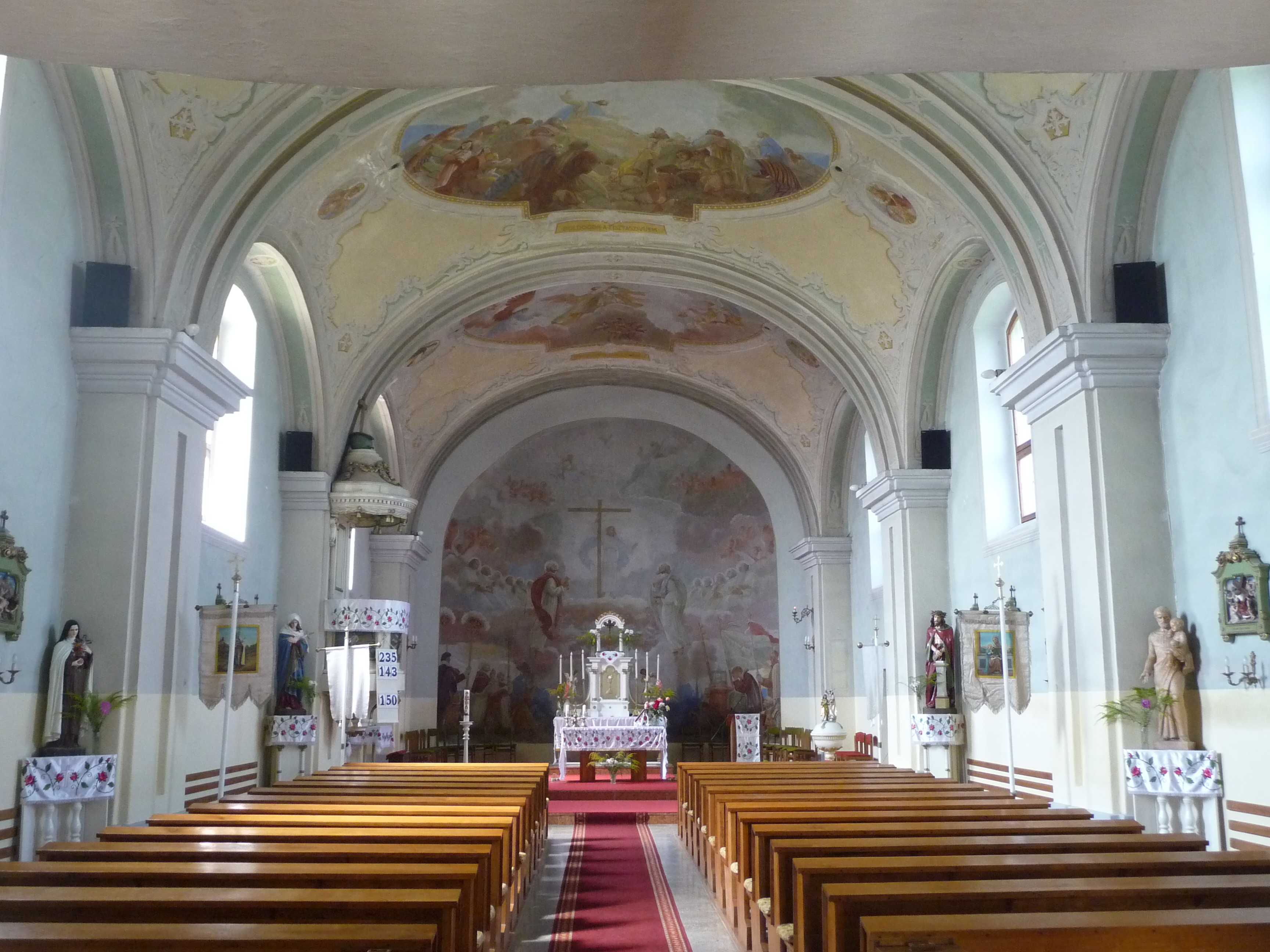
A templom belső tere

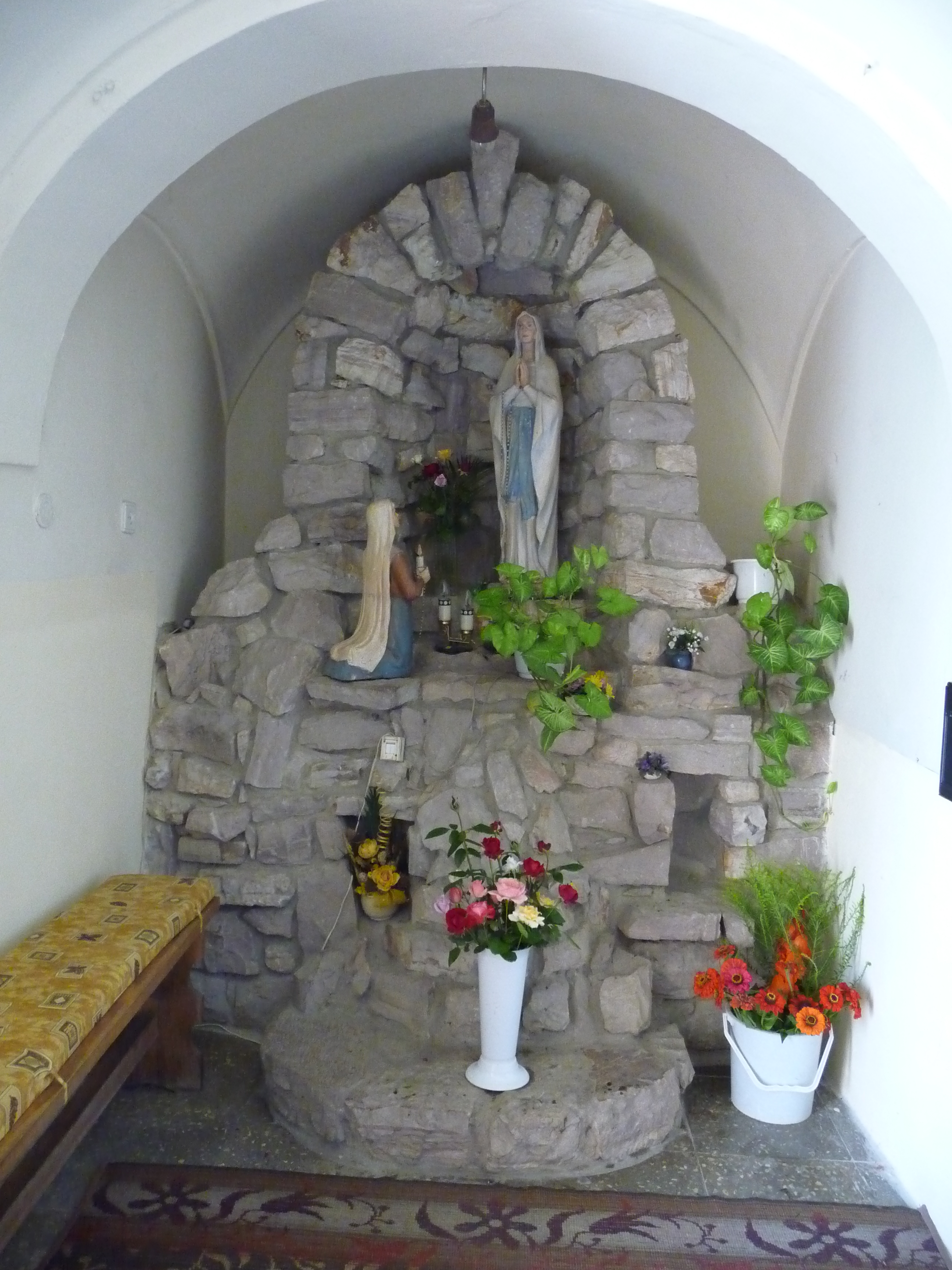
A templom mellékoltára

## Az épület
A templom barokk stílusú, egyhajós, nagyjából keletnek tájolt. Az enyhén előreugró homlokzati tornyot és a főhomlokzatot párkányok, faltükrök tagolják, háromszögű oromfalait párkány zárja le. A hajó és a szentély ugyanolyan széles, az apszis egyenesen záródik. Mindkét oldalán sekrestye csatlakozik hozzá. A három boltszakaszos hajót és a szentélyt süvegboltozat fedi. Karzata a toronycsarnok fölött van. Középen kihajló mellvédje ívesen csatlakozik a falakhoz.
A copf stílusú szószék 1800 körül készült. A szentély nyugati oldalát teljesen betöltő falképét a 2. világháború után Márton Lajos festette.

## Egyházi élet
Palotás a bujáki római katolikus plébániához tartozik. A faluban a 2001-es népszámlálás adatai alapján 1520 katolikus hívőt tartanak nyilván.
A búcsút június 29-én, Péter-Pál napján tartják.